# Between Today and Tomorrow
「Between Today and Tomorrow」（ビトウィーン・トゥデイ・アンド・トゥモロー）は、2012年1月7日より配信限定で発売された日本のシンガーソングライター・椎名林檎による器楽曲。

## 概要
本楽曲はバレエダンサー首藤康之に密着したドキュメンタリー映画『今日と明日の間で』のテーマ音楽として、かねて椎名の楽曲の中にあふれるクラシカルな要素に引かれていたという首藤本人の指名で書き下ろされた器楽曲で、作編曲だけでなくピアノ演奏も担当している。椎名にとってダンス音楽を書き下ろすのは初めてのこと。
また映画のタイトルには、この楽曲に感銘を受けた首藤の希望により椎名が付けた楽曲タイトルの邦訳が採用された。
のちにコンピレーション・アルバム『浮き名』（2013年11月13日発売）に収録された。

## 収録曲
| #  | タイトル                       | 作詞 | 作曲     | 編曲     | 時間 |
| -- | ------------------------------ | ---- | -------- | -------- | ---- |
| 1. | 「Between Today and Tomorrow」 |      | 椎名林檎 | 椎名林檎 | 4:03 |

## 演奏
- ピアノ：椎名林檎
- 斎藤ネコカルテット

ファースト・ヴァイオリン：斎藤ネコ
セカンド・ヴァイオリン：グレート栄田
ヴィオラ：山田雄司
チェロ：藤森亮一